# 馬修·莫汀
馬修·艾弗里·莫汀（英語：Matthew Avery Modine，1959年3月22日—）是一位美國演員。他最著名的作品是在影集《怪奇物語》中飾演布雷南博士（爸爸）的角色。

## 生平
他是家中七個孩子中的幼子 。

## 演出作品
- 《鳥人》
- 《英烈的歲月》
- 《世紀的哭泣》
- 《金甲部隊》
- 《黑暗騎士：黎明昇起》
- 《希特拉：惡魔的崛起》
- 《怪奇物語》

## 外部連結
- 官方网站
- 馬修·莫汀在互联网电影资料库（IMDb）上的資料（英文）
- 互聯網百老匯資料庫（IBDB）上馬修·莫汀的資料（英文）